# RBS RABe 4/12
Die RABe 4/12  des Regionalverkehr Bern–Solothurn (RBS) sind dreiteilige elektrische Niederflur-Gelenkzüge mit dem Namen NExT (Niederflur-Express-Triebzug) vom Hersteller Stadler Rail für die Strecke Solothurn–Bern in der Schweiz.

## Geschichte
Nachdem der RBS bereits in den siebziger Jahren die ersten Triebzüge Be 4/8 und zu Beginn der neunziger Jahre die (A)Be 4/8 in Betrieb nahm, war es 2007 an der Zeit, eine dritte Generation zu beschaffen. Die neuen Triebzüge waren sowohl für die Aufrechterhaltung als auch für die Weiterentwicklung des Angebots nötig. Die neuen Züge RABe 4/12 sollten den stetig wachsenden Verkehr auf der RE-Linie Solothurn–Bern verstärken, damit der Takt verdichtet werden konnte. Bereits bei der Bestellung der ersten sechs Züge war klar, dass eine zweite Serie beschafft werden wird. Die geplante Auslieferung der ersten Züge im April 2009 verzögerte sich aber, weil beim Bau der Wagenkästen bei der mechanischen Bearbeitung der Aluminium-Strangpressprofile ein Fehler auftrat. Weil der Mangel bei Stadler erst anlässlich einer Routinekontrolle beim Bau des 13. Kastens bemerkt wurde, entstand eine Verzögerung von fünf Wochen. Am 3. Juni 2009 wurden dann die ersten drei Teile des Zuges 21 in Zollikofen angeliefert, abgeladen und zusammengefügt. Bereits am 5. Juni fanden die ersten Probefahrten statt.
Im Januar 2011 bestellte der RBS dann aus der Option acht weitere Triebzüge. Mit den zusätzlichen Fahrzeugen sollen alle Züge auf der RE-Linie Solothurn–Bern mit den modernen Zügen geführt werden. Die ABe 4/12 62–72 sollen dann umfassend modernisiert und danach auf der S8 von Bern nach Jegenstorf eingesetzt werden. Anfang 2013 wurde mit der Ablieferung der 2. Serie begonnen, sie haben im Vergleich zur 1. Serie Monitore statt Leuchtbänder für die Fahrgastinformation, mehr Gepäckablagen, bequemere Sitze in der 1. Klasse sowie Fensterscheiben mit besserer Blend- und Wärmedämmung.

## Technik

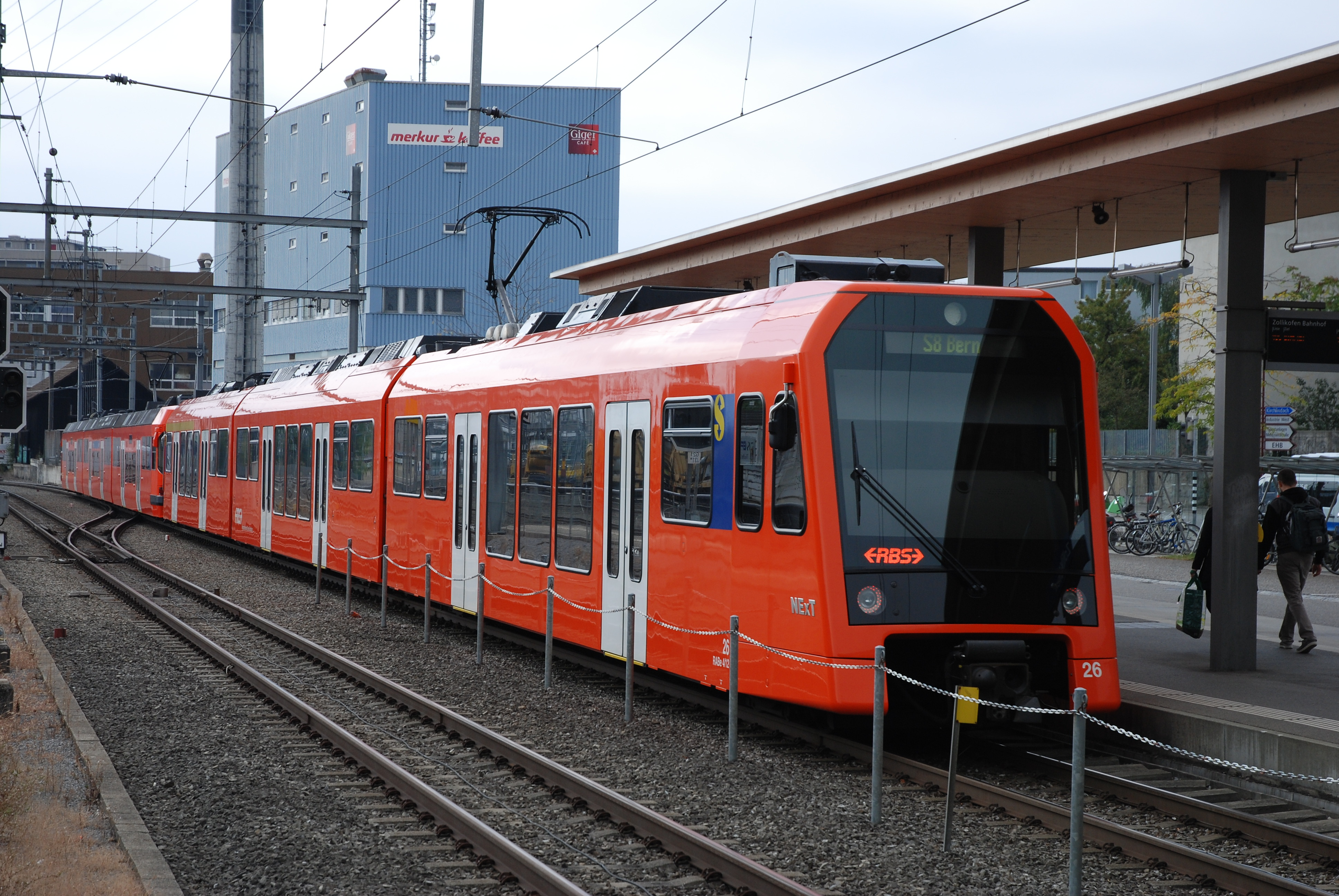
RABe 4/12 26 in Doppeltraktion mit einem Be 4/12 in Zollikofen

Die neuen Triebzüge stellen eine Weiterentwicklung der vorhandenen Züge dar – neu ist aber, dass sich die ganze Traktionsausrüstung im Mittelwagen befindet, was sowohl gewichtsmässige und betriebliche als auch unterhaltstechnische Vorteile bringt. Viele Komponenten sind technisch eng verwandt mit den gleichzeitig entwickelten ABe 8/12 «Allegra» der Rhätischen Bahn. Gegenüber ihren Vorgängern hat der NExT eine um 20 % höhere Traktionsleistung und eine Höchstgeschwindigkeit von 120 km/h. Erstmals ist ein Triebzug beim RBS vollständig durchgängig, was die Verteilung der Passagiere verbessert. Er ist auch vollständig klimatisiert und verfügt in jedem Wagenkasten über zwei breite Türen in den Drittelspunkten. Die 1. Klasse und ein Multifunktionsabteil befinden sich im Endwagen Seite Bern.
Die Antriebsausrüstung ist eine Weiterentwicklung der Fahrzeugfamilien GTW und Flirt sowie der Ausrüstungen für Gleichstromanwendung wie die Bayerische Zugspitzbahn. Diese Technologie war somit bereits durch Typentests und Betriebserprobung abgesichert. Die gesamte Antriebsausrüstung befindet sich auf dem Dach des Mittelwagens. Alle angetriebenen Radsätze werden einzeln geregelt, was eine Übertragung hoher Zugkräfte ermöglicht, auch wenn die Schienenverhältnisse schlecht sind. Die Energieversorgung erfolgt durch zwei Einholmstromabnehmer, die auf den Endwagen platziert sind. Sie sind über eine Dachleitung mit dem Mittelwagen verbunden. Ausser der Dachleitung ist die ganze elektrische Ausrüstung redundant ausgeführt. Die Fahrzeuge haben eine Vielfachsteuerung unter sich selbst und mit den ABe 4/12 62–72.

## Geschwindigkeitsrekord auf Meterspur
Während der Testphase brach der erste NExT den Schweizer Geschwindigkeitsrekord für Meterspurzüge. Zwischen Lohn-Lüterkofen und Bätterkinden erreichte der Zug 133,49 km/h. Bisher wurde dieser von einem Zug der RhB mit 110 km/h gehalten. Am 20. Dezember 2010 wurde der Rekord im Vereinatunnel von einem ABe 8/12 «Allegra» überboten, der 145 km/h erreichte.

## Unfälle
Am 31. März 2023 um 16.50 erfasste der Sturm „Mathis“ in Orkanstärke kurz vor der Haltestelle Büren zum Hof eine Doppeltraktion. Der vordere RABe 4/12 32 entgleiste und kippte um. Der hintere RABe 4/12 25 fuhr ein paar Meter neben dem umgekippten Zug weiter, bis er auch zum Stillstand kam. Im entgleisten Zug hat es zwölf Verletzte gegeben, einer davon schwer. Der RABe 4/12 32 wurde nach der Entnahme von Ersatzteilen im August 2023 abgebrochen.